# پل مک‌کرین
پل مک‌کرین (انگلیسی: Paul McCrane؛ زادهٔ ۱۹ ژانویهٔ ۱۹۶۱) هنرپیشه سینما، تلویزیون و تئاتر و گهگاه کارگردان و خواننده تلویزیون اهل ایالات متحده آمریکا است. وی از سال ۱۹۷۹ میلادی تاکنون مشغول فعالیت بوده است. از فیلم‌هایی که وی در آن نقش داشته است می‌توان به رستگاری در شاوشنک، پلیس آهنی، راکی ۲ و اطلس شورید: قسمت دوم اشاره کرد. وی همچنین برنده جوایزی همچون جایزه امی ساعات پربیننده شده است.